# Støj
 For alternative betydninger, se Støj (flertydig). (Se også artikler, som begynder med Støj)
Støj er uønsket lyd. Støjs styrke måles ofte i Decibel. Støjs gener afhænger primært af lydstyrken men også af frekvensen.

## Arbejdsmiljø
I arbejdsmiljøet beskrives støj som ubehagelig lyd. Hvis støjniveauet er over 80 dB(A), eller det i øvrigt er skadeligt eller stærkt generende, skal arbejdsgiver stille høreværn til rådighed, og brugeren skal instrueres i korrekt brug. Er støjniveauet over 85 dB(A) er den ansatte forpligtet til at bruge egnet høreværn. Ingen person må udsættes for en støjbelastning over 85 dB(A) på arbejdspladsen (i gennemsnit på en 8 timers arbejdsdag).

## Note
1. ↑  Jf. Arbejdstilsynets bekendtgørelse nr. 801 om støjgrænser på arbejdspladsen Arkiveret 8. juni 2007 hos  Wayback Machine

| Fysik | Spire Denne artikel om fysik er en spire som bør udbygges. Du er velkommen til at hjælpe Wikipedia ved at udvide den. |